# Claudette Sorel
Pour les articles homonymes, voir Sorel.
Claudette Sorel (10 octobre 1932 ; 6 août 1999) est une pianiste et pédagogue franco-américaine. Elle défend l'égalité des droits des femmes dans les arts, et en particulier l'égalité des droits des femmes dont les aspirations sont de devenir pianistes.

## Formation
Claudette Sorel est née à Paris, en France, le 10 octobre 1932. Elle émigre aux États-Unis avec sa famille en 1940 avant l'invasion nazie de la France. À dix ans, elle reçoit une bourse pour étudier à la Juilliard School, et à 11 ans, elle fait ses débuts sur la scène de récital de concert, se produisant avec l'Orchestre philharmonique de New York au Carnegie Hall. Un critique du New York Times écrit qu'« un enfant capable d'un exemple de pianiste aussi raffiné et éloquent a un avenir qui vaut la peine d'être regardé ». Elle poursuit ses études au Curtis Institute of Music de 1948 à 1953 et étudie simultanément les mathématiques à l'Université de Columbia.

## Carrière
Elle se produit fréquemment en tant que piano soliste pendant et après ses études. En faisant des recherches sur le compositeur Sergueï Rachmaninov au Conservatoire de Moscou, Sorel découvre deux nocturnes du compositeur qui n'ont jamais été joués auparavant. Elle les crée en 1973 lors d'un récital célébrant le centenaire du compositeur. Il s'agit de son dernier récital public ; l'année suivante, elle est blessée lors d'une chute sur un trottoir recouvert de glace et cesse de se produire.
Plus tard dans sa vie, Sorel publie des livres pour les jeunes pianistes et enseigne le piano à l'Université du Kansas, à l'Ohio State University et à SUNY Fredonia. À SUNY, elle préside le département de piano et elle est la première femme à être nommée professeur émérite de l'institution. Sorel fonde l'Organisation Sorel en 1996, dédiée à la mémoire de ses parents ; cette organisation promeut les femmes dans la musique. Elle défend les femmes dans les arts, publiant un article dans le Music Journal en 1968 prônant l'égalité des chances pour les pianistes.
Sorel décède d'un cancer à Hampton Bays, New York, le 6 août 1999.

## Discographie
- Claudette Sorel Rediscovered : Concertos de Harold Morris (en), Joseph R. Wood (en), Edward MacDowell ; Chopin, Sonate no 3, Rachmaninov, Raff et Moszkowski – Orchestre philharmonique de New York, dir. Franco Autori (1958–1976, Emsco / SACD Sorel Classics SCCD018) (OCLC 40899693 et 31899061)

Claudette Sorel apparaît dans une pièce d'Eugène Goossens, The hurdy-gurdy man, sur un disque de la collection historique chez Naxos, intitulé Femmes au piano, vol. 2 (1947, LP RCA Victor 45-5030-B / 8.111121) (OCLC 1116064478)